# Ахмад Аленеме
Ахмад Аленеме (перс. احمد آل‌نعمه, нар. 20 жовтня 1982, Ахваз) — іранський футболіст, захисник клубу «Нафт Тегеран» та національної збірної Ірану.

## Клубна кар'єра
Народився 20 жовтня 1982 року в місті Ахваз. Вихованець футбольної школи клубу «Фулад».
У дорослому футболі дебютував 2003 року виступами за команду ничжолігового тегеранського клубу «Ніроє Заміні», в якій провів один сезон.
Своєю грою за цю команду привернув увагу представників тренерського штабу клубу «Естеглал» (Ахваз), до складу якого приєднався 2004 року. Відіграв за цей клуб наступні три сезони своєї ігрової кар'єри. Більшість часу, проведеного у його складі, був основним гравцем захисту команди.
2007 року уклав контракт з «Фуладом», у складі якого провів наступні два роки своєї кар'єри гравця. Граючи у складі «Фулада» також здебільшого виходив на поле в основному складі команди. Протягом 2009—2012 років грав за «Сепахан», «Шахін» та «Трактор Сазі».
До складу клубу «Нафт Тегеран» приєднався 2012 року.

## Виступи за збірну
2008 року дебютував в офіційних матчах у складі національної збірної Ірану. Наразі провів у формі головної команди країни 9 матчів, забивши 1 гол.

## Титули і досягнення
- Переможець Чемпіонату Західної Азії: 2008